# Carlyle Tapsell
Carlyle Carrol Tapsell, född 24 juli 1909 i Adra, död 6 september 1975, var en indisk landhockeyspelare.
Tapsell blev olympisk guldmedaljör i landhockey vid sommarspelen 1932 i Los Angeles.